# Chusqueatangara
Chusqueatangara (Poospiza rufosuperciliaris) är en fågel i familjen tangaror inom ordningen tättingar.

## Utseende och läte
Chusqueatangaran är en 15 cm lång finkliknande långbent tangara med slående teckbad fjäderdräkt. Ovansidan är mestadels skifferfärgad, med svart på örontäckare, hjässa och nacke. I ansiktet syns ett långt rostbrunt ögonbrynsstreck. Undersidan är något ljusare rostbrun, dock mörka undre stjärttäckare. Sången är rätt ljus och består av korta gnissliga toner blandade med längre skrin. Även ett strävt och nasalt "chenk" kan höras.

## Utbredning och systematik
Fågeln förekommer i Anderna i östra Peru (Amazonas till La Libertad och Huánuco). Den behandlas som monotypisk, det vill säga att den inte delas in i några underarter.

### Släktestillhörighet
Traditionellt placeras arten i släktet Hemispingus, men genetiska studier visar att det släktet är kraftigt parafyletiskt i förhållande till bland annat Poospiza och Thlypopsis. Chusqueatangara och dess närmaste släkting skifferryggig tangara står nära Poospiza och inkluderas därför numera i det släktet, alternativt placeras i det egna släktet Orospingus.

## Status
Chusqeuatangaran har ett litet utbredningsområde och ett litet bestånd uppskattat till endast 1500–7000 vuxna individer. Internationella naturvårdsunionen IUCN anser den ändå inte vara hotad och kategoriserar arten som livskraftig.